# Лејк Анџелус (Мичиген)
Лејк Анџелус (енгл. Lake Angelus) град је у америчкој савезној држави Мичиген. По попису становништва из 2010. у њему је живело 290 становника.

## Демографија
Према попису становништва из 2010. у граду је живело 290 становника, што је 36 (11,0%) становника мање него 2000. године.
| Група             | 2000.       | 2010.       |
| Белци             | 310 (95,1%) | 278 (95,9%) |
| Афроамериканци    | 3 (0,9%)    | 1 (0,3%)    |
| Азијати           | 9 (2,8%)    | 8 (2,8%)    |
| Хиспаноамериканци | 4 (1,2%)    | 1 (0,3%)    |
| Укупно            | 326         | 290         |